# Fischenthal
Fischenthal est une commune suisse du canton de Zurich, située à 25 km à l'est de Zurich.

Photo aérienne prise à 200 m par Walter Mittelholzer (1919).